# 437 aC
El 437 aC va ser un any del calendari romà prejulià.

## Esdeveniments
- Fundació d'Amfípolis a Macedònia.[1]
- Alliberament de Sinope de la tirania per part de Pèricles.[2]
- A Roma són elegits cònsols Marc Gegani Macerí i Luci Sergi Fidenat.[3]

## Defuncions
- Tolumni, rei etrusc de Veïs.[4]